# Чан Канинь
Чан Канинь (англ. Chan Ka Nin), или Фрэнсис Чан (Francis Chan), — канадский классический композитор и музыкальный педагог гонконгского происхождения. Двукратный лауреат премии «Джуно» за лучшее классическое произведение (1993, 2001), лауреат международных композиторских конкурсов в Будапеште (1982), Вашингтоне (1986), Харрисонберге (1988) и Буффало (1992).

## Биография
Родился 3 декабря 1949 года в Гонконге и в 1965 году переехал с семьёй в Ванкувер, получив канадское гражданство в 1971 году. Учился в Университете Британской Колумбии на инженера-электротехника, одновременно проходя курс композиции у Джин Култхард и Эллиота Вайсгарбера. После получения первой степени продолжил учёбу в Индианском университете у Бернхарда Хайдена, Фредерика Фокса и Джона Итона. Получил степень магистра музыки в 1978 и доктора музыки в 1983 году. В 1982 году посещал Международные летние курсы новой музыки в Дармштадте (ФРГ).
С 1982 года преподавал музыкальную теорию и композицию в Торонтском университете. Член Канадской лиги композиторов и Общества композиторов, авторов и музыкальных издателей Канады (SOCAN), штатный композитор Канадского музыкального центра. Активно сотрудничает с китайскими общинами Торонто и Ванкувера, в частности, сочиняя музыку для Торонтского китайского камерного оркестра, торонтского ансамбля этнической музыки Ars Omnia и конкурса красоты «Мисс Ванкувер Чайнатаун».

## Творчество
Музыка Чан Каниня обычно имеет лёгкую, «воздушную» тесситуру и часто включает экзотические мелодии и инструментовки. В его творчестве отмечается влияние китайской музыкальной традиции. В частности, уже в раннем произведении Чана, «Foung», написанном для симфонического ансамбля духовых инструментов и завоевавшем награду на конкурсе молодых композиторов Канады в 1979 году, критик Роджер Нокс отмечал звуковые эффекты, соответствующие названию (с кит. — «Ветер»): колеблющийся темп, чередование равномерно темперированного и микротонового строя, метрической и неметрической нотации, ладовых мелодий и диссонансных включений. В произведениях композитора используются нередко восточные инструменты, в особенности из группы ударных; часты поэтические, образные названия — «To God of All Nations», «The Land Beautiful», «Treasure Pasture Leisure Pleasure», «The Everlasting Voices», «Ecstasy».
Среди музыкальных коллективов, заказывавших музыку у Чан Каниня, — Ванкуверский Баховский хор («To God of All Nations», 1976), Ванкуверский оркестр CBC («The Land Beautiful», 1988), Камерный оркестр Манитобы («Treasured Pasture Leisure Pleasure», 1990), Эдмонтонский симфонический оркестр («Memento Mori», 1998). Его произведения также исполняли Торонтский симфонический оркестр, оркестр Национального центра искусств, филармонические оркестры Калгари и Гамильтона, музыкальные коллективы США, Европы и Дальнего Востока. Из индивидуальных исполнителей композитор сотрудничал с пианистом Антонином Кубалеком, скрипачкой Ривкой Голани, гобоистом Лоуренсом Черни, сопрано Розмари Ландри, флейтисткой Лесли Ньюман. Его Струнный квартет № 3 (1998) написан для Банффского международного конкурса струнных квартетов, а фортепианная пьеса «Vast» (1987) — для Шанхайского международного музыкального конкурса. Пьеса «Nuage précieux» (1987) создана по заказу Общества современной музыки Квебека, а «The Disquiet» (1990) — для серии трансляций камерной музыки CBC «Вечерние увертюры».

## Награды и звания
- 1979 — приз I конкурса молодых композиторов Организации исполнительских прав Канады за произведение для симфонического духового ансамбля (Foung)
- 1982 — приз Международного конкурса композиторов в Будапеште (Струнный квартет № 2)
- 1986 — первая премия конкурса композиторов Международного общества валторнистов (The Everlasting Voice)
- 1986 — 2 награды Aliénor Awards за композиции для клавесина, Вашингтон (Phantasmagoria)
- 1988 — первая премия конкурса композиций для флейты и хора Мэдисонского университета, Харрисонберг, Вирджиния (Ecstasy for Flute)
- 1991 — приз Международного конкурса Барлоу (Among Friends)
- 1992 — приз конкурса композиций Амхерстского саксофонного квартета, Буффало[5]
- 1993 — премия «Джуно» за лучшую классическую композицию года (Among Friends)
- 1996 — премия Джин Чалмерс в области композиции (I Think That I Shall Never See…)
- 2001 — премия «Джуно» за лучшую классическую композицию года (Par-ci, par-là)
- 2001 — премия Доры Мейвор Мур за лучший новый мюзикл (опера «Железная дорога»)
- 2018 — премия Кэтлин Макморроу за лучшее современное классическое произведение онтарийского композитора (Dragon’s Tale)[6]